# 海洋所三歧海牛
海洋所三歧海牛（学名：Tritonia iocasica）一种于西太平洋马里亚纳海沟附近的加洛林板塊中一座海山发现的软体动物，隶属于三歧海牛科三歧海牛属。种小名源自中国科学院海洋研究所（IOCAS）名称的英文缩写，以庆祝海洋所成立70周年。

## 形态特征
海洋所三歧海牛可达120毫米，前部呈粉红色。

## 生境
栖息于西太平洋970-1262m深的岩石底，以红珊瑚为食。